# Jerwand Mkrttschjan
Jerwand Mkrttschjan (armenisch Երվանդ Մկրտչյան; englisch Yervand Mkrtchyan; * 11. Juni 1996 in Dschradsor) ist ein armenischer Leichtathlet, der sich auf den Mittelstreckenlauf spezialisiert hat.

## Sportliche Laufbahn
Erste Erfahrungen bei internationalen Meisterschaften sammelte Jerwand Mkrtschjan im Jahr 2015, als er bei den Balkan-Hallenmeisterschaften in Istanbul in 3:54,18 min den achten Platz im 1500-Meter-Lauf belegte. Anschließend schied er bei den Junioreneuropameisterschaften in Eskilstuna mit 3:56,14 min im Vorlauf aus. Im Jahr darauf gewann er bei den Balkan-Meisterschaften in Pitești in 8:20,09 min die Silbermedaille im 3000-Meter-Lauf und belegte in 3:50,41 min den fünften Platz über 1500 m. 2017 wurde er bei den Balkan-Hallenmeisterschaften in Belgrad in 3:50,22 min über 1500 m und kurz darauf schied er bei den Halleneuropameisterschaften ebendort mit 3:54,53 min im Vorlauf aus. Ende Juli verpasste er bei den Spielen der Frankophonie in Abidjan mit 3:58,58 min den Finaleinzug über 1500 m und sein Rennen über 5000 m konnte er nicht beenden. 2018 gewann er bei den Balkan-Hallenmeisterschaften in Istanbul in 3:53,28 min die Bronzemedaille über 1500 m und bei den Freiluftmeisterschaften in Stara Sagora gewann er in 3:44,55 min die Silbermedaille und wurde in 9:14,57 min Vierter im Hindernislauf. Daraufhin startete er über 3000 m Hindernis bei den Europameisterschaften in Berlin und verpasste dort mit 8:50,35 min den Finaleinzug. 
2019 gewann er bei den Balkan-Hallenmeisterschaften in Istanbul in 3:44,55 min die Bronzemedaille über 1500 m und schied kurz darauf bei den Halleneuropameisterschaften in Glasgow mit 3:49,25 min im Vorlauf aus. Anschließend nahm er an der Sommer-Universiade in Neapel teil und scheiterte dort mit 4:07,39 min in der Vorrunde über 1500 m. Daraufhin siegte er bei den Balkan-Meisterschaften in Prawez in 3:46,00 min über 1500 m und gewann in 8:18,01 min die Silbermedaille im 3000-Meter-Lauf. Im Jahr darauf verteidigte er bei den Balkan-Meisterschaften in Cluj-Napoca in 3:47,60 min seinen Titel über 1500 m und siegte diesmal in 8:12,02 min auch über 3000 m. 2021 wurde er bei den Balkan-Meisterschaften in Smederevo in 1:50,75 min Siebter im 800-Meter-Lauf und gewann in 3:52,52 min die Bronzemedaille über 1500 m. Im Jahr darauf sicherte er sich bei den Balkan-Hallenmeisterschaften in Istanbul in 3:46,05 min die Silbermedaille über 1500 m hinter dem Türken Mehmet Çelik. Im Juni siegte er in 3:41,89 min über 1500 Meter bei den Balkan-Meisterschaften in Craiova und wurde in 1:51,49 min Neunter über 800 Meter. Anschließend kam er bei den Weltmeisterschaften in Eugene mit 3:42,37 min nicht über die erste Runde über 1500 Meter hinaus und verpasste dann auch bei den Europameisterschaften in München mit 3:43,42 min den Finaleinzug. 2023 wurde er bei der 3. Liga der Team-Europameisterschaft im Rahmen der Europaspiele in Chorzów in 3:44,11 min Dritter über 1500 Meter und gelangte über 5000 Meter mit 14:23,92 min auf Rang fünf. Im August gewann er bei den World University Games in Chengdu in 3:40,68 min die Bronzemedaille hinter dem Franzosen Benoît Campion und Oussama Cherrad aus Algerien. Zudem wurde er im Vorlauf über 800 Meter disqualifiziert. Anschließend schied er bei den Weltmeisterschaften in Budapest mit neuem Landesrekord von 3:39,35 min in der ersten Runde aus. Im Jahr darauf siegte er in 3:44,55 min bei den Balkan-Hallenmeisterschaften in Istanbul und schied kurz darauf bei den Hallenweltmeisterschaften in Glasgow mit 3:42,45 min im Vorlauf aus. Ende Mai belegte er bei den Balkan-Meisterschaften in Izmir in 3:46,77 min den fünften Platz über 1500 Meter und gelangte mit 1:51,02 min auf Rang elf über 800 Meter. Anschließend schied er bei den Olympischen Sommerspielen in Paris mit 1:50,07 min in der Hoffnungsrunde über 800 Meter aus, nachdem er in der ersten Runde mit 1:49,91 min einen neuen Landesrekord aufgestellt hatte.
2025 siegte er in 3:49,82 min über 1500 Meter bei den Balkan-Hallenmeisterschaften in Belgrad und anschließend verpasste er bei den Halleneuropameisterschaften in Apeldoorn mit 3:42,60 min den Finaleinzug. Ende Juni wurde er bei der 3. Liga der Team-Europameisterschaft in Maribor in 1:50,75 min Erster im B-Lauf über 800 Meter und wurde über 1500 Meter in 3:45,98 min Zweiter hinter dem Andorraner Nahuel Carabaña. Anschließend gewann er bei den Balkan-Meisterschaften in Volos in 8:13,12 min die Bronzemedaille über 3000 Meter hinter dem Türken Abdurrahman Gediklioğlu und Iwo Balabanow aus Bulgarien. Zudem belegte er über 1500 Meter in 3:44,15 min den vierten Platz.
In den Jahren 2015, 2016 und 2019 wurde Mkrttschjan armenischer Meister im 1500-Meter-Lauf sowie 2016 auch über 3000 Meter.

## Persönliche Bestleistungen
- 800 Meter: 1:49,91 min, 7. August 2024 in Paris (armenischer Rekord)
- 1500 Meter: 3:39,35 min, 19. August 2023 in Budapest (armenischer Rekord)
  - 1500 Meter (Halle): 3:38,12 min, 13. Februar 2024 in Belgrad (armenischer Rekord)
- 3000 Meter: 8:12,02 min, 20. September 2020 in Cluj-Napoca
  - 3000 Meter (Halle): 7:59,80 min, 17. Februar 2019 in Istanbul (armenischer Rekord)
- 5000 Meter: 14:23,92 min, 22. Juni 2023 in Chorzów
- 3000 m Hindernis: 8:50,35 min, 7. August 2018 in Berlin